# Świątynia Mahamuni
Świątynia Mahamuni (birm. မဟာမုနိဘုရားကြီး /məhà mṵnḭ pʰəjádʑí/; nazywana także Pagodą Mahamuni, dosł. Wielkiego Mędrca) – świątynia buddyjska i ważne miejsce pielgrzymek zlokalizowane w południowo-wschodniej części Mandalaj w Mjanmie (Birmie). W świątyni znajduje się wykonany z brązu wizerunek Buddy Candasãra (zwany obecnie najczęściej Buddą Mahamuni), który jest uważany za najważniejszy w kraju. Znaczenie wizerunku wynika z wiary, iż jest to jedyna istniejąca dokładna podobizna Buddy. Historia posągu wiąże się ściśle z religijną i polityczną historią Arakanu, gdzie przebywał przez setki lat aż do 1784 roku, kiedy to po wielu próbach udało się go wreszcie zdobyć i wywieźć Birmańczykom.

## Historia

### Świątynia
Budowę świątyni Mahamuni rozpoczęto na rozkaz króla Bodawpaya w roku 1785 w miejscu, w którym już wcześniej znajdowały się świątynie i klasztory. Od początku była pomyślana jako miejsce, w którym umieszczony zostanie święty wizerunek Buddy Mahamuni. Świątynię wybudowano na otwartym terenie, około 3 km od Amarapury, ówczesnej stolicy Birmy. Jeszcze w roku 1795 świątynia nie była ukończona, a więc jej budowa musiała zająć ponad dekadę. Z biegiem lat wokół rozbudowało się miasto, a Amarapura została wchłonięta przez pobliskie Mandalaj, tak że obecnie świątynia znajduje się w gęsto zabudowanej okolicy południowo-wschodniej części stolicy prowincji. Święty wizerunek znajdował się w sklepionej łukowato niszy o złoconych ścianach, z umieszczonymi na niej różnokolorowymi lustrami. Do komory z wizerunkiem Buddy Mahamuni prowadziły kolumnady utworzone przez 252 złocone drewniane słupy, a nad nią wzniesiono siedmiopiętrową drewnianą wieżę. W roku 1879 oraz 8 kwietnia 1884 świątynię trawiły pożary, przy czym drugi z nich okazał się katastrofalny w skutkach: ocalała jedynie komora zawierająca święty wizerunek.
Wstępną odbudowę świątyni rozpoczęto już w roku 1884 dzięki finansowemu wsparciu króla Thibawa. Poza sfinansowaniem samej odbudowy przekazał on wiele drogocennych darów, wśród których znajdował się „biały parasol” ozdobiony 879 diamentami, 282 szmaragdami, około 5000 rubinów i ponad 8000 pereł. W roku 1891 podjęto decyzję o ostatecznym kształcie odbudowywanej świątyni, której projektantem został brytyjski architekt Hoyne Fox. Dolny poziom odbudowano w stylu europejskim, a nad nim wzniesiono tradycyjną birmańską piętrową wieżę. Koncepcja ta wzbudzała duże kontrowersje, krytykowano jej eklektyzm i niepełne odniesienie się do birmańskiej tradycji architektonicznej. Odbudowa zajęła 14 lat, a jej sfinansowanie umożliwiło, poza prywatnymi i państwowymi datkami, opodatkowanie handlarzy mających stoiska na terenie świątyni.

### Wizerunek Buddy Mahamuni

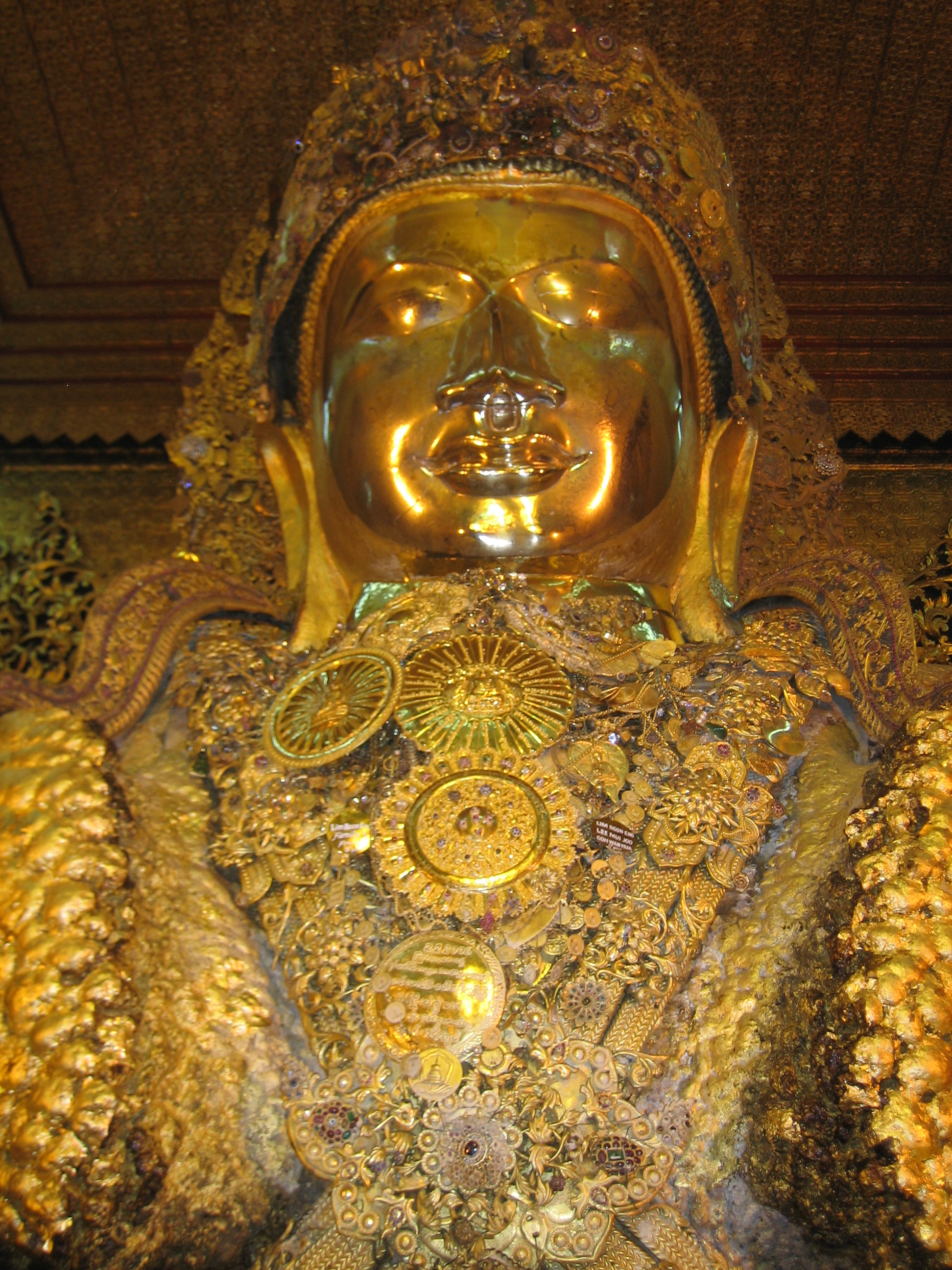
Budda Mahamuni. Widoczne atrybuty królewskie (korona, taśmy na piersiach)

Według przekazów legendarnych do odlania posągu miało dojść jeszcze za życia Buddy, gdy wraz ze swym uczniem Anandą i 500 arahantami odwiedził on rządzącego Arakanem króla Candasuriyę. Pracę wykonali Sakra (Indra), Król Bogów, oraz Visvakarman, niebiański architekt. Kiedy Wielki Mędrzec (Mahamuni) Budda tchnął w swój wizerunek życie okazało się, że wygląda on identycznie, jak swój pierwowzór. Pojawiły się też cudowne znaki: wystąpiło trzęsienie ziemi, a posąg wstał, jakby był żywy i powitał swego starszego brata – Gautamę. Budda przepowiedział następnie, że wizerunek pozostanie na ziemi przez 5000 lat po jego śmierci i osiągnięciu przezeń nirwany oraz będzie posiadał nadnaturalne moce. Rzeczywiście, arakańskie kroniki przypisują posągowi dziewięć cudownych właściwości: święta woda wlewana przez wiernych do wykopanego w jego sąsiedztwie otworu (vasundhara) nigdy go nie wypełniała; przez cały rok nie zmieniała się ilość wody w zbiorniku używanym do mycia głowy wizerunku; sześciobarwna aureola rozbłyskała, gdy zbliżał się do niej wierny; bladła zaś w obecności niewiernego; świeciła silnie wieczorem; świątynia była zawsze w stanie pomieścić wszystkich wiernych; kamienni strażnicy powstrzymywali tych, którzy wchodzili do świątyni ze złymi intencjami; liście drzew otaczających świątynie zwracały się zawsze w jej kierunku; ptaki nigdy nie śmiały latać nad świątynią. Posąg miał też początkowo przemawiać, udzielać królowi rad i wygłaszać kazania, ale milkł w miarę jak nauki Buddy przestawały się rozprzestrzeniać, a na świecie postępowało zepsucie.
Rzeczywista data powstania obecnego posągu Buddy Mahamuni jest trudna do ustalenia. Najstarsza historyczna (a nie legendarna) wzmianka na jego temat pochodzi z inskrypcji z końca VIII w. po Chr. Posąg został prawdopodobnie odlany za panowania króla Devacandry (454-476 po Chr.) . Do roku 1785 znajdował się w Świątyni Mahamuni w Dhanyawadi (ဓညဝတီ) w Arakanie, ok. 32 km na północ od Myauk U. Świątynia ta była wielokrotnie niszczona i przebudowywana, a w XII w. została na pewien czas pochłonięta przez dżunglę tak, że zapomniano o jej lokalizacji i wymagała poszukiwań. W roku 1784 Arakan został podbity przez armię birmańskiego króla Bodawpayi pod dowództwem jego syna, Następcy Tronu, Thado Minsawa. Przy transporcie ważącego około 6,5 tony posągu zatrudniono około 10 000 ludzi. Został on spławiony na tratwie w dół rzeki Kaladan, przeciągnięty przez górskie przełęcze do rzeki Irawadi, a następnie przewieziony na dwóch barkach do Amarapury. Według tradycji przed transportem posąg miał być pocięty na trzy części, jednak nie wykluczone, że w rzeczywistości był on od razu odlewany w trzech fragmentach ze względu na swoją wielkość. Według kronik, 4 maja 1785 w Sikongu król Bodawpaya na powitanie Buddy wszedł po szyję w wodę rzeki. Ostatecznie święty wizerunek znalazł się na swoim obecnym miejscu w świątyni w Amarapurze 7 maja 1785 roku. Do służby w świątyni zatrudniono część z 20 000 jeńców przygnanych z Arakanu wraz z królem Maha Thamadą. Zatrudnianie niewolników w świątyniach nie było w dawnej Birmie rzeczą niezwykłą; do pracy takiej przeznaczano na przykład mnichów wydalonych z Sanghi za ciężkie przewinienia.

## Architektura

### Świątynia

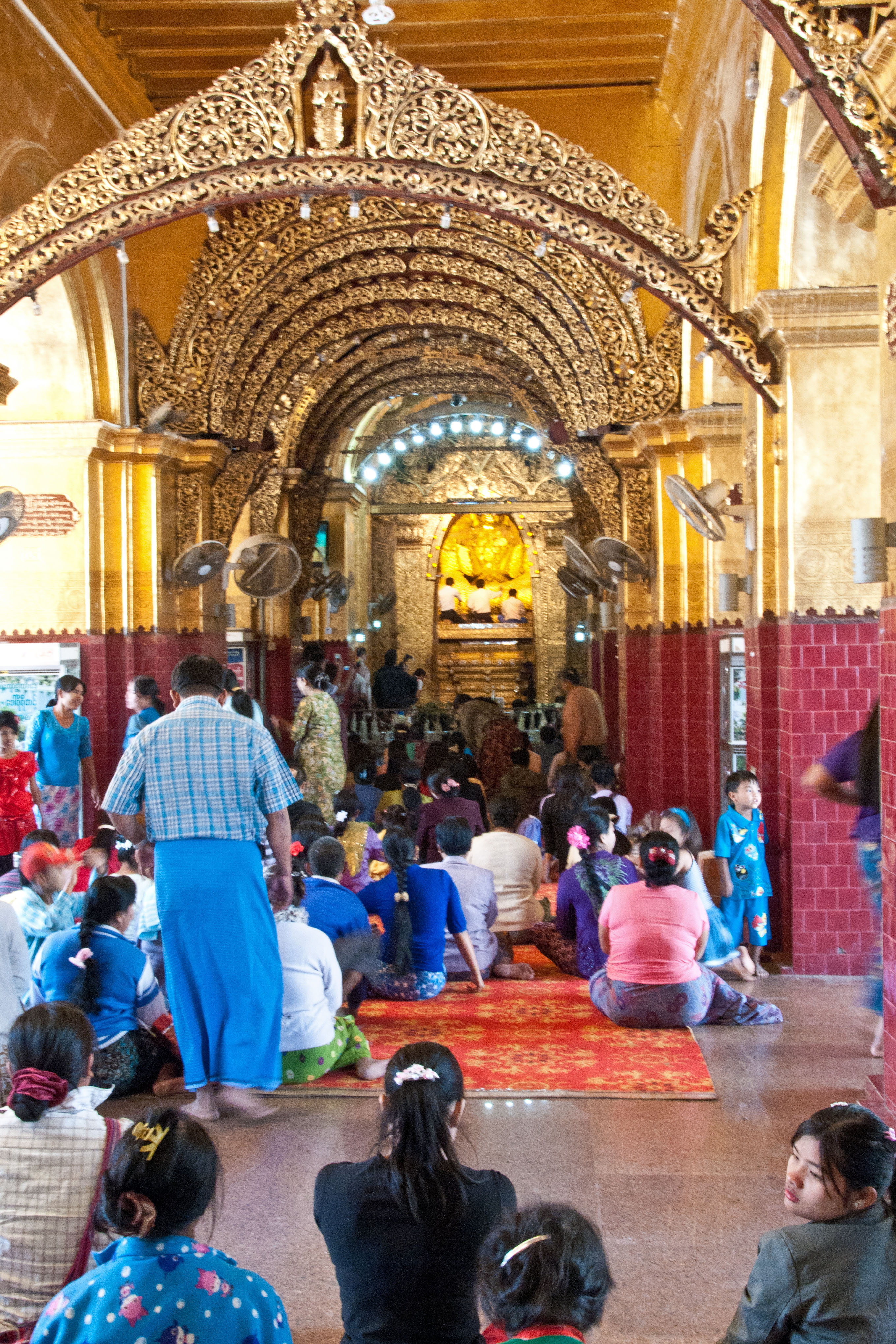
Kobiety modlące się przed balustradą oddzielającą je od widocznej w głębi komory z posągiem

Świątynia Mahamuni znajduje się w centrum kompleksu budynków, wśród których są klasztory, biblioteka i muzeum; na terenie świątynnym znajduje się też wieża zegarowa i duża sadzawka. Odbudowany po pożarze z 1884 roku obiekt cechuje się eklektycznym stylem: podczas gdy część dolna zbudowana jest w stylu europejskim, z dużymi oknami i arkadami, część górną, wznoszącą się bezpośrednio nad świętym wizerunkiem wybudowano z zachowaniem stylu birmańskiego w postaci siedmiopiętrowej wieży. Do otwartej z trzech strony kaplicy z wizerunkiem Buddy Mahamuni prowadzą cztery długie korytarze, z których najważniejszy – wschodni – zapełniony jest w większej części straganami handlarzy dewocjonaliami, kadzidełkami, kwiatami itp. Przy wejściu oraz w pobliżu kaplicy posągu nad korytarzem umieszczono bogato rzeźbione drewniane łuki. Kolumny, na których wspierają się zewnętrzne łuki korytarza są pozłocone. Od korytarzy kaplica odgrodzona jest balustradą ze szklanymi tralkami, której nie mają prawa przekraczać kobiety. Podczas odbudowy po pożarze, ściany kaplicy obudowano betonem (reszta struktury murowana jest z cegieł), co pozwoliło na utrzymanie stanowiącej jej strop siedmiopiętrowej wieży. W celu zmniejszenia masy wieży, wewnętrzna jej powierzchnia została wymurowana ze specjalnych klinowatych cegieł.
Na ścianach korytarzy południowego i zachodniego znajdują się malowidła przedstawiające m.in. sceny z życia Buddy oraz wybrane historie z Dżataki i Mahavamsy. Są też wizerunki wszystkich 28 przeszłych Buddów, przedstawienia niektórych świętych miejsc Birmy (np. Kyaiktiyo) oraz zwierząt występujących w Dżatace (np. szesnaście żurawi). Pod niektórymi z tych obrazów zachowały się przedstawienia buddyjskich piekieł. W przeszłości wszystkim tym obrazom towarzyszyły wyczerpujące opisy i komentarze w języku birmańskim, które jednak zostały zamalowane podczas kolejnych nieostrożnych renowacji, podobnie jak malowidła w pozostałych korytarzach. Sufit pokrywają przedstawienia buddyjskich niebios, gwiazdozbiorów i znaków zodiaku.

### Wizerunek Buddy Mahamuni
Wykonany z brązu posąg mierzy 3,84 m wysokości, 2,89 m w pasie oraz 1,83 m rozstawu ramion. Przedstawia on Buddę w pozycji siedzącej, z rękami ułożonymi w geście wezwania ziemi na świadka (bhumisparśamudra) w chwili oświecenia. Posąg spoczywa na tronie (palin), ma nałożoną koronę, wysadzaną diamentami, szafirami i rubinami, oraz odziany jest na sposób typowy dla birmańskich królów, z bramińskimi taśmami (salwe) skrzyżowanymi piersiach. Taśmy te zostały umieszczone na posągu prawdopodobnie dopiero w XIX wieku. Ze względu na zniekształcenie wizerunku przez naklejone na niego wota trudno jest określić styl w jakim został wykonany. Można się tego jedynie domyślać analizując styl ocalałych posągów otaczających go w Świątyni Mahamuni w Dhanyawadi, cechy licznych jego kopii oraz niektóre elementy otaczających go legend (np. sześciobarwna aureola, kamienni strażnicy strzegący posągu). Analiza taka wykazuje obecność wątków charakterystycznych dla literatury mahajanistycznej z IV-VI w. po Chr. związanej z kultem Amitabhy.

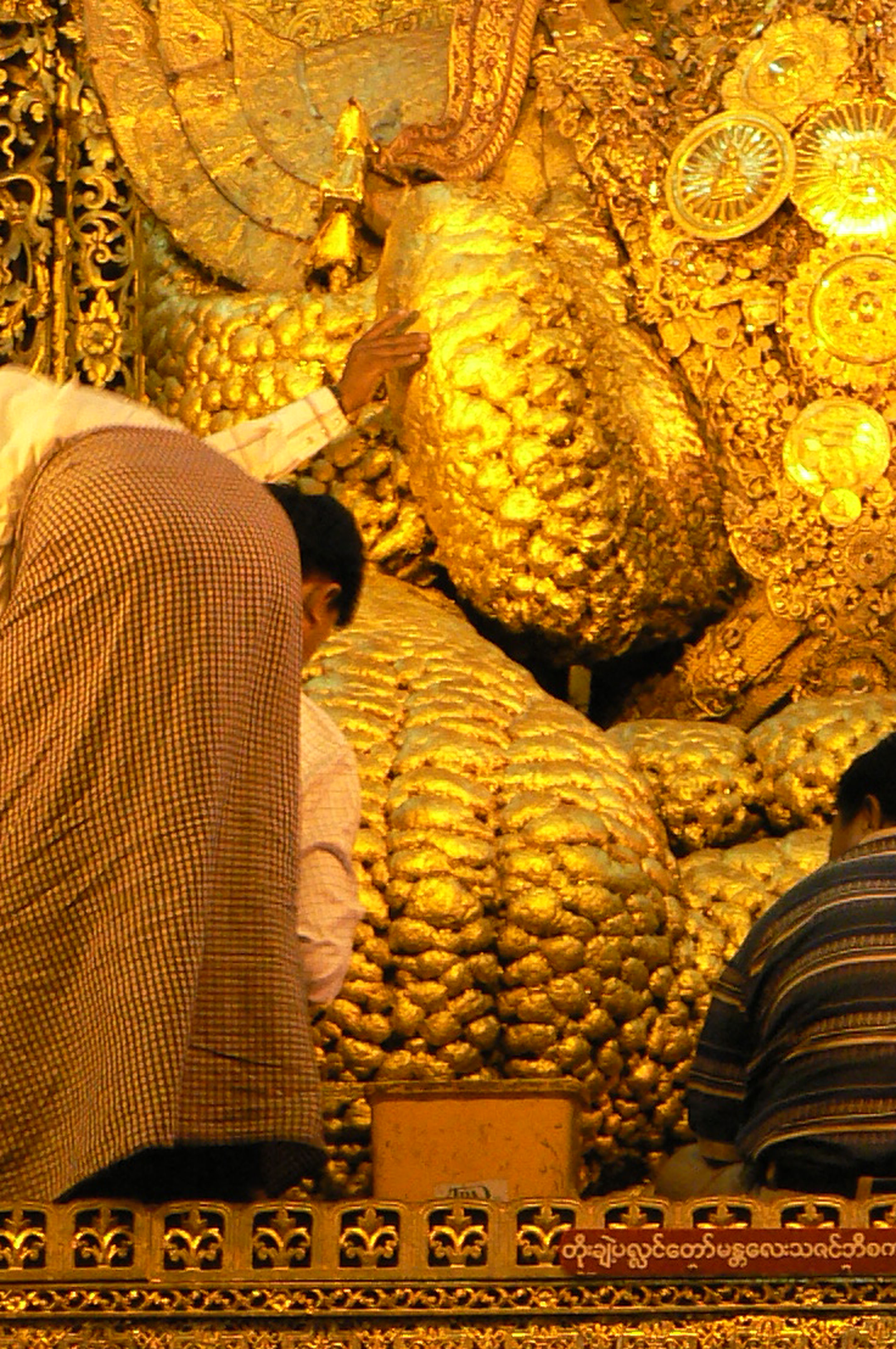
Zbliżenie na prawą dłoń posągu. Widoczna gruba warstwa złota zacierająca kontury oraz fragment odsłoniętej taśmy (salwe) na korpusie.

Od wieków wierni naklejają na posąg płatki złota jako wota. Złoto nie jest nakładane jedynie na głowę, natomiast na taśmy na piersiach i plecach nakładane są wyroby jubilerskie, a nie płatki. W 111 lat po pożarze, kiedy to część złota uległa stopieniu, tj. między latami 1884 i 1996, wizerunek pokryła 15-centymetrowa warstwa metalu ważącego około 12 ton. Powoduje ona zatarcie kształtów posągu. Złoto nakładane jest z użyciem kleju, który dawniej wytwarzano z owocu smokrzynu łojodajnego. Ponieważ kobiety nie mają dostępu do posągu, w ich przypadku płatki naklejane są przez męskich członków rodziny albo specjalnie dyżurujących, biało odzianych mężczyzn służących w świątyni, zajmujących się też zbieraniem odpadających płatków.

### Inne obiekty kompleksu świątynnego
- Kilka klasztorów, z których największy zamieszkuje ponad 400 mnichów.
- Biblioteka Mahamuni, w której znajdują się pełne drukowane kopie Tipitaki oraz liczne manuskrypty.
- Kamienie z inskrypcjami. Zostały zgromadzone z różnych stron Birmy na rozkaz Bodawpayi w celu ich zabezpieczenia i początkowo było ich 512. Znajdujące się na nich inskrypcje stanowiły kompletny zapis historii budowy najważniejszych świątyń w kraju. Ponieważ kamienie, w większości piaskowce, rozpadały się a znajdujące się na nich inskrypcje ulegały zatarciu, król Mindon Min polecił wykonanie ich kopii w marmurze[24]. Na terenie świątyni znajdują się zarówno oryginalne kamienie jak i kopie. Część zbioru przeniesiono na teren odbudowanego pałacu królewskiego w Mandalaj.

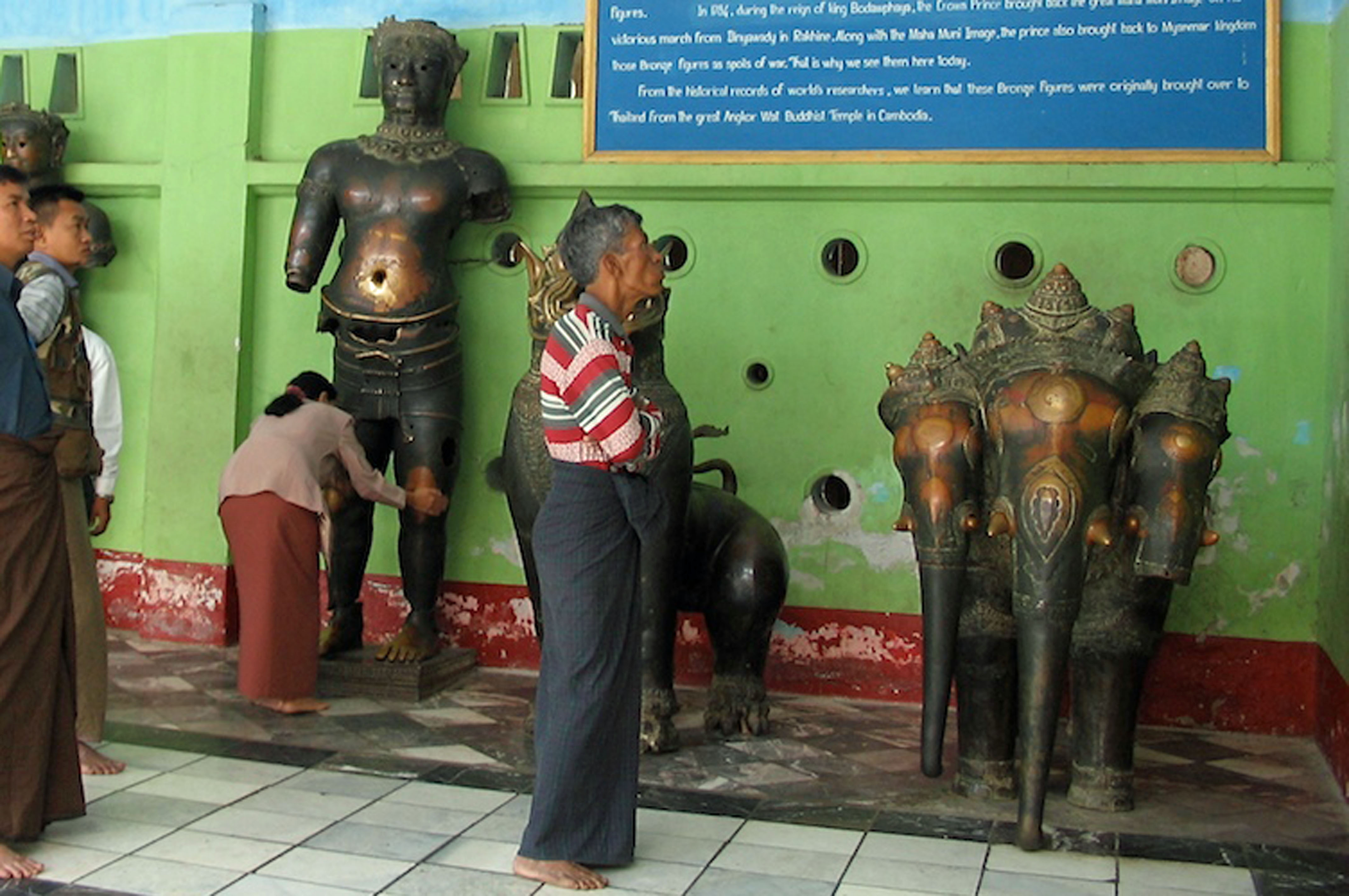
Khmerskie posągi z brązu. Kobieta dotyka kolan posągu by pozbyć się problemów z własnymi kolanami. Widoczne wytarcia innych okolic dotykanych na posągach.

- Posągi z brązu pochodzące z Angkoru. Posągi te zostały zrabowane przez Tajów w 1431 r., następnie zostały przewiezione do Pegu w Birmie po podboju Ayutthayi w roku 1569. Stąd zostały w roku 1599 przeniesione do Taungngu, gdzie padły łupem Arakańczyków. Stąd z kolei zostały w roku 1784 zagrabione przez wojska Thado Minsawa (którego posąg także znajduje się na terenie kompleksu świątynnego) i przewiezione do Amarapury. Sześć posągów (trzy lwy, dwóch mężczyzn i trzygłowy słoń) zostało odlanych prawdopodobnie w XII lub XIII w. Złożone w pobliżu Świątyni Mahamuni aż do końca XIX w. nie cieszyły się zainteresowaniem odwiedzających ją pielgrzymów. Po ich umieszczeniu w specjalnie wybudowanym drewnianym budynku w pobliżu świątyni stały się obiektem rytuału polegającego na pocieraniu przez pielgrzymów tych części posągów, które odpowiadają lokalizacji ich własnych chorych organów, co ma przynieść uzdrowienie[25][26].
- Sadzawka z żółwiami i rybami. Zwierzęta te są uwalniane do sadzawki przez wiernych, zyskujących w ten sposób zasługę. Inne okazje do spełnienia dobrych uczynków to dokarmianie żyjących w sadzawce zwierząt oraz dolewanie do niej wody w okresach suszy[24].
- Muzeum buddyzmu wystawiające przykłady sztuki buddyjskiej z różnych krajów, obrazy przedstawiające historię buddyzmu oraz olbrzymią makietę świata z wyróżnionymi krajami, w których buddyzm jest znaczącą religią.
- Ważący 40 ton dzwon znajduje się przy wschodnim korytarzu prowadzącym do kaplicy. Informacja o ciężarze pochodzi z umieszczonej na nim inskrypcji. Został on ufundowany w roku 1795 przez najstarszego syna Bodawpayi Aynshwe Mina[10][27].

## Rytuały i święta

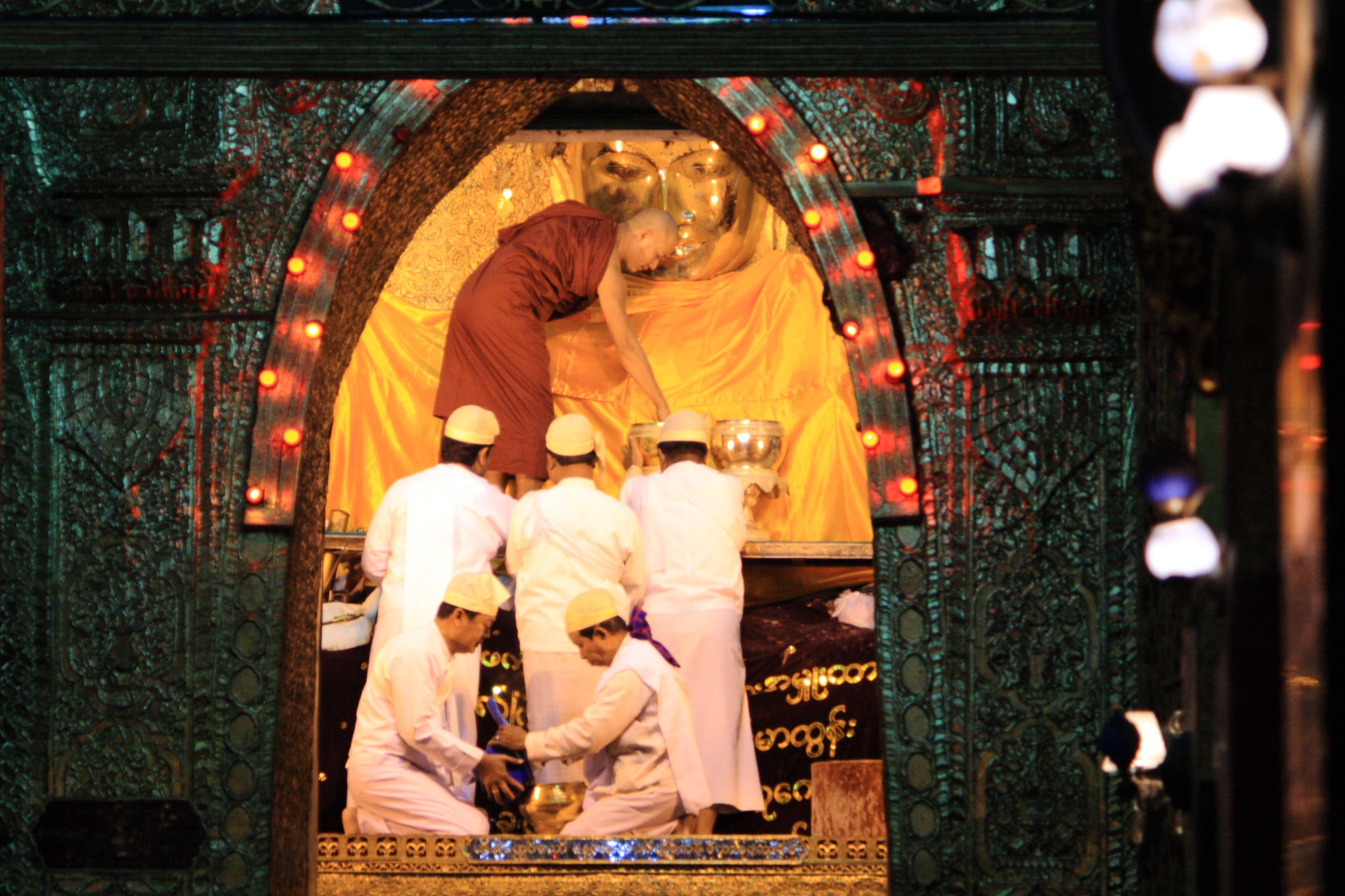
Rytuał mycia twarzy Buddy Mahamuni

Codziennie o świcie odbywa się rytuał mycia twarzy wizerunku. Ceremonia rozpoczyna się o godzinie 4:00 rano trzykrotnym uderzeniem w bębny świątyni. Uczestniczy w niej starszy mnich z klasztoru Mahamuni oraz trzech do pięciu ubranych na biało świeckich mężczyzn. Przygotowują oni niezbędne przedmioty w postaci nowych ręczników, chust na głowę, mydła, olbrzymiej szczotki do zębów i wachlarzy. Święty wizerunek zostaje obmyty przez mnicha, podczas gdy świeccy podają mu kolejne przybory oraz prowadzą modlitwy zgromadzonych licznie wiernych. Przy bardziej uroczystych okazjach podczas mycia posąg odziewany jest w pomarańczową szatę. Cała ceremonia trwa około godziny. Na jej zakończenie zebrani modlą się do Bogini Ziemi biorąc ją na świadka spełnienia dobrego uczynku w postaci uczestnictwa w obrzędzie i deklarując podzielenie się tą zasługą ze wszystkimi świadomymi istotami. Rytuał ma szczególnie uroczysty charakter i gromadzi najwięcej wiernych w czasie pełni księżyca.
W lutym każdego roku, pod koniec buddyjskiego postu, przez 2 dni (14. dzień Przybywania Księżyca i dzień Pełni Księżyca miesiąca Tabodwe) odbywa się święto Świątyni Mahamuni. Upamiętnia ono jej historię, przyciąga tysiące pielgrzymów i jest okazją do zabaw ludowych oraz spotkań rodzinnych. Kluczowym jego elementem jest recytacja pełnego tekstu księgi Patthāna. Ciągnie się ona jeszcze kilka dni po festynie i trwa przez wiele godzin dziennie. Chociaż większość wiernych nie rozumie języka pali, w którym zapisano tekst, już samo jego usłyszenie uważane jest za przynoszące wielkie korzyści. Chociaż podobne recytacje odbywają się także podczas innych festiwali świątynnych, Birmańczycy uważają, że ta odbywająca się w świątyni Mahamuni stanowi rytualną analogię do wygłoszenia Patthāny przez samego Buddę do swojej matki podczas odwiedzin złożonych jej w niebie Tāvatiṃsa.